# 阿嘿顏

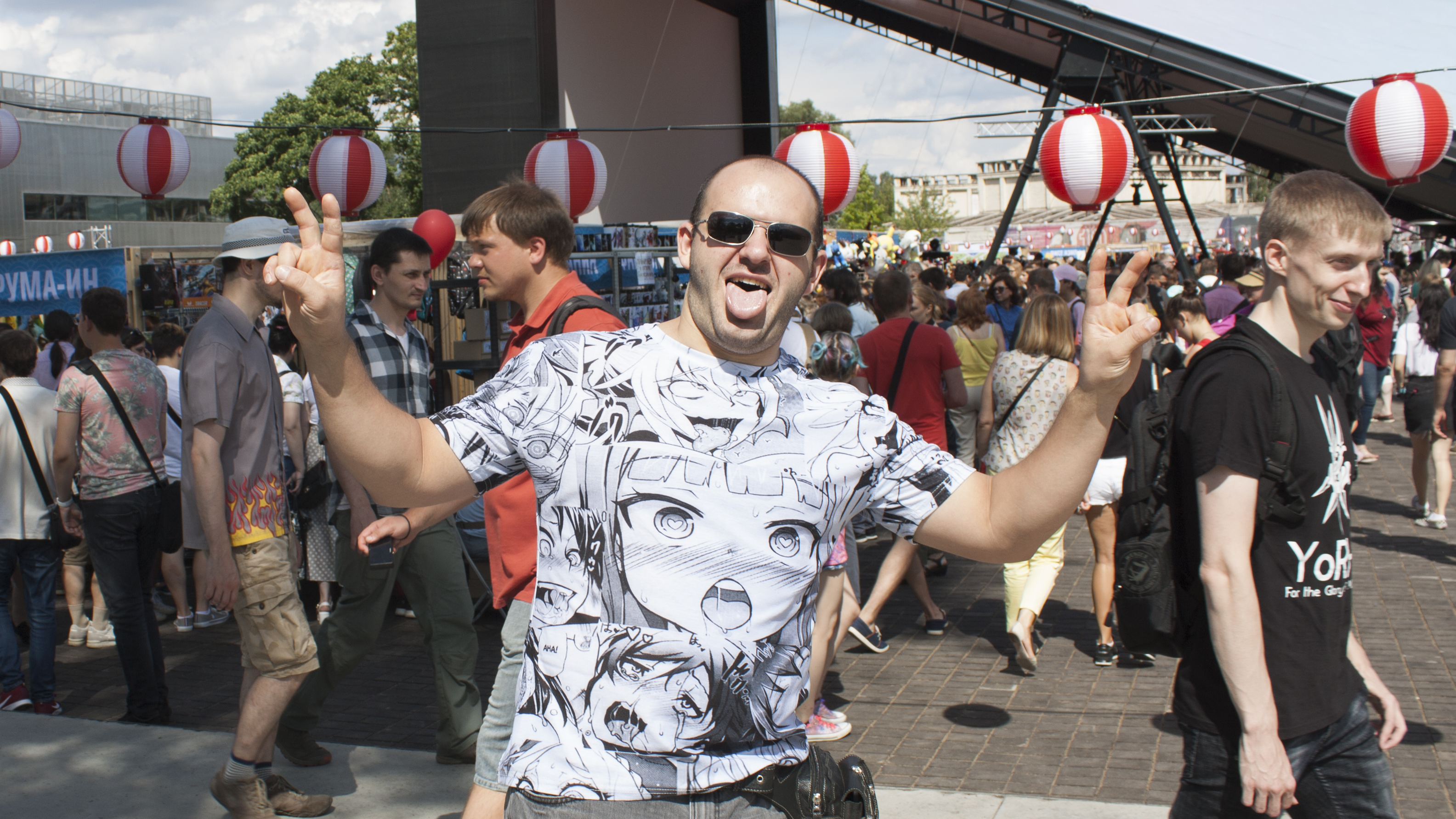
阿嘿顏T恤

阿嘿顏（日语：／ Ahegao），另作阿黑顏、啊嘿顏、阿黑臉或高潮脸，在英語中有時亦以O-Face稱之，是一個日本色情詞語，用來形容虛構人物（絕多數是女性角色）在性高潮時做出的表情，通常會在日本成人遊戲、漫畫或動畫中出現，但它並不僅僅是一個變態的術語，在許多非成人作品中亦有阿嘿顏的出現，且通常為滑稽性模仿的形式，例如《我不受歡迎，怎麼想都是你們的錯！》。
典型的阿嘿顏為雙眼反白、張嘴吐舌並臉頰泛紅，瞳孔有時會變成星形或心形。該表情的描述通常會被故意誇大以產生超現實效果。無論是你情我願還是其他更常見的情況下，阿嘿顏都會用作描繪不同程度的性刺激（根據眼神失神或角色精神恍惚、失去意識等程度）。在阿嘿顏為人熟知後，該用語成為ACG愛好者的時尚潮流之一，印著動畫和漫畫人物做出阿嘿顏的各種衣褲也應運而生。

## 名稱
原文的字可直譯為臉孔，而則為擬聲詞的縮寫，意指喘氣或呻吟聲，因此阿嘿顏指的就是喘氣或呻吟時做出的嘴臉。
阿嘿顏容易與在《純情房東俏房客》後變得流行的近音詞呆毛（ Ahoge）混淆。與阿嘿顏意思相似的詞語則包括在日語中可指高潮臉的，兩者之間的區別為後者在主流作品中較為常見，在描繪時也需要採取更為逼真的畫法。

## 描述
在日本成人漫畫中對於性高潮描繪的語詞原本有、（源自高潮的法文Acmé）、（強烈快感的表情）以及阿嘿顔等。阿嘿顏在1990年代即有紀錄，在1994年發表的成人寫真雜誌中其多伴隨著顏射，而直至2006至2008年之後阿嘿顏的使用數量出現了爆炸式的成長，稀見理都表示它是承高潮表情時的狀聲詞的新意涵，是在互聯網與社群網站的發展而隨之誕生，並進一步將其意涵與和平手勢（雙剪刀手）和翻白眼（眼神上吊）的色情表現進一步「符號化」，給人直白而簡單的視覺印象。現在的阿嘿顏不同於1990年代時的意思，而其新的意思在成人漫畫界中賦予新的意思後亦重新回流至真人色情片界，如2015年MOODYZ出版的《像成人漫畫一樣露出阿嘿顏的女人》（エロマンガみたいなアヘ顔）。
稀見理都將阿嘿顏的定義歸類整理為「眼睛翻白眼或接近翻白眼的狀態。並根據眼神失神的程度再細分為虛無眼（レイプ目）等；口腔大幅張開、吐出舌頭；唾液、眼淚、汗水等體液亂流亂滴」，在實用日本辭典中，阿嘿顏定義為「沉浸於恍惚感，於脫力狀態下『阿嘿阿嘿』地喘息並高潮時的臉」。

## 網路迷因

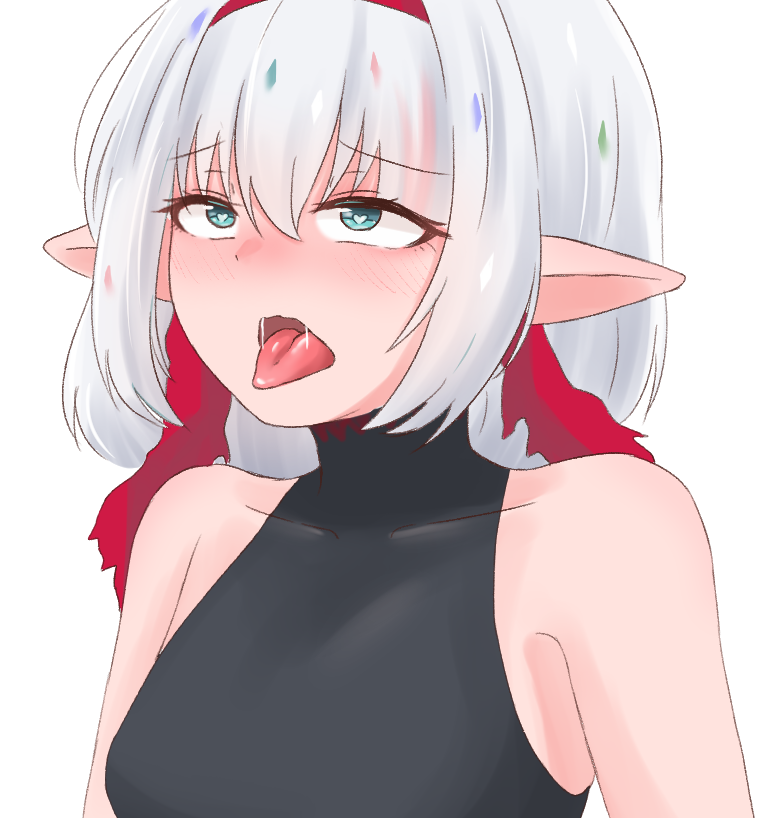
典型的阿嘿顏

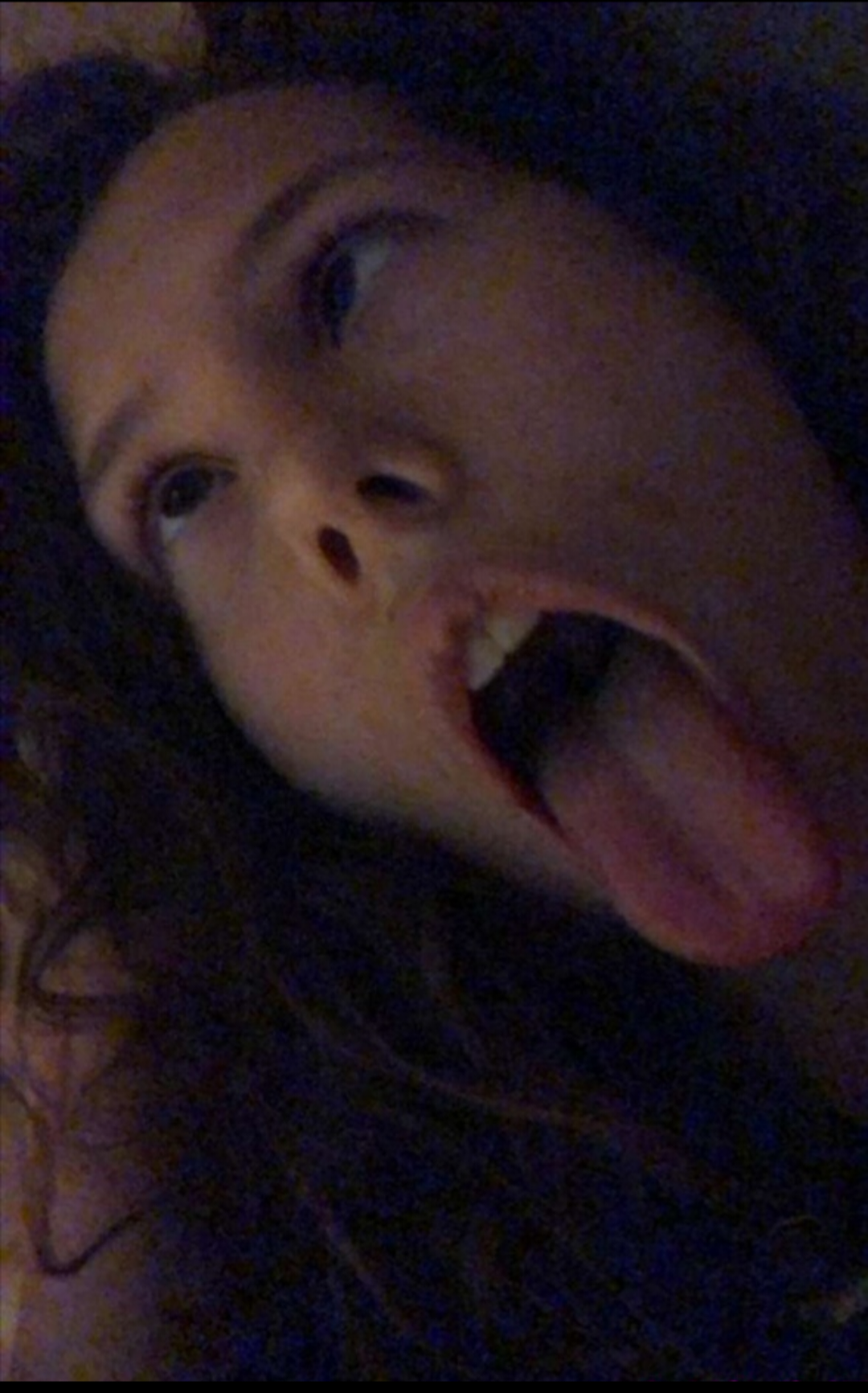
典型的阿嘿顏 2

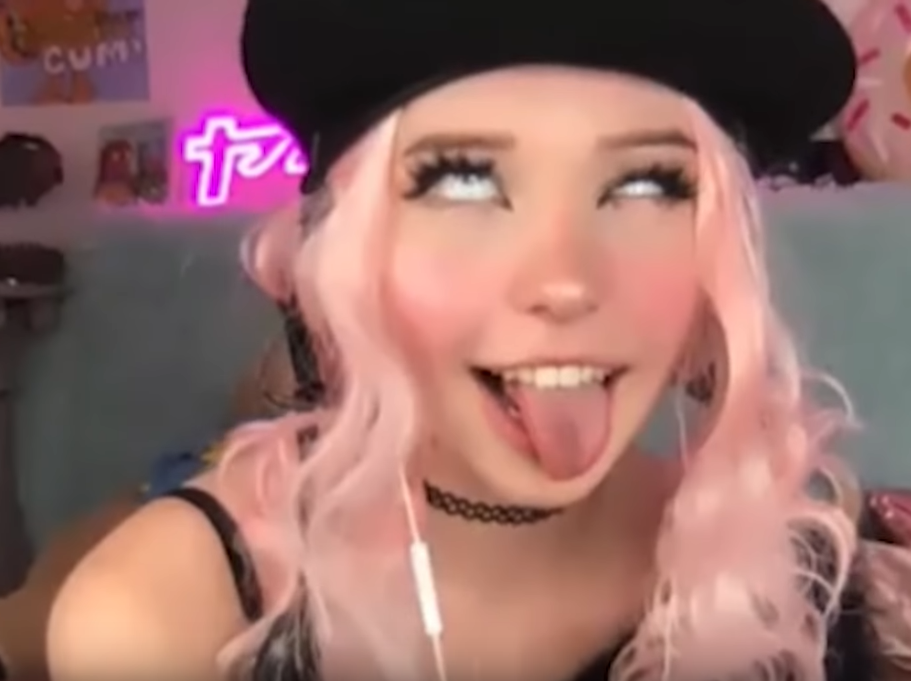
典型的阿嘿顏 3（圖中人物為網紅貝黛芬）

社群網站上最早的發展是在2chan上，插畫家上傳了一張阿嘿顏的帕秋莉（東方Project的角色）圖片（原哏為阿嘿顏翠星石），這個「怪臉」表情受到網友大量仿繪，紛紛繪畫其他角色的「怪臉」，甚至有人做了這個臉型的模板給大家使用，也因如此流傳著「被阿嘿菌感染後就變成這樣了」的迷因。
根據加拿大成人遊戲平台Nutaku的一篇文章表示，「雙V字阿嘿顏」（アヘ顔ダブルピース），即搭上雙手比出和平手勢的阿嘿顏在全球已成為一個迷因。
2016年間，「阿嘿顏自拍式」在Instagram等社交媒體上成為一種潮流。除此之外，日本或歐美的動畫愛好者亦會把動畫角色改圖成為阿嘿顏，其中一個專門發放這類惡搞圖片的Facebook專頁「Your Waifu's Ah-Egao」更獲得超過五萬讚好。

### 阿嘿顏雙勝利手勢
阿嘿顏雙勝利手勢（アヘ顔ダブルピース，有時亦稱為雙V字阿嘿顏、W手阿嘿顏、阿黑顏雙Peace）是露出阿嘿顏表情時同時雙手比出V字手勢的樣子，一般認為阿嘿顏雙勝利手勢成為話題是起源於HARTHNIR於2010年發售的成人遊戲「因為信任送去鄉下的扶他女友，竟然沉迷於農家叔父的變態調教，用阿嘿顏比勝利手勢拍成影片寄回來給我......」（信じて送り出したフタナリ彼女が農家の叔父さんの変態調教にドハマリしてアヘ顔ピースビデオレターを送ってくるなんて…），這部作品簡單直白的在標題將阿嘿顏與勝利手勢結合，並因此形成網路迷因快速流傳。
阿嘿顏雙勝利手勢比起阿嘿顏的表現形式上更多了因為被輪姦或調教等凌辱劇情中作為被服從與拍照作紀念等表現情境，由於使用情境過於侷限，後來經常被當作是幽默的手法。

## 外部連結
- Know Your Meme網站上的阿嘿顏迷因介紹 （页面存档备份，存于）
- Hentai Language A to Z （页面存档备份，存于）
- Yuribou Hentai Dictionary （页面存档备份，存于）
- アヘ顔の歴史 （页面存档备份，存于）